# Makedón királyok listája
Makedónia a makedónok királysága volt az i. e. 7. századtól. Periférikus elhelyezkedéséből fakadóan elmaradottabb volt más görög városállamoknál, de egyszerűbb (ellentétektől kevésbé megosztott) társadalma és uralkodóinak katonai újításai miatt az i. e. 4. század második felében hatalma alá vonta a görögség nagy részét. Ezután III. Alexandrosz (ismert nevén „Nagy Sándor”, i. e. 336–323) hatalmas világbirodalmat hódított meg, amely halála után részeire esett szét. Makedónia politikai jelentősége még évszázadokig megmaradt, ám külpolitikájával egyre gyakrabban keresztezte a felemelkedő Róma útját. I. e. 168-ban legyőzték a rómaiak, i. e. 148-ban pedig provinciaként beolvasztották a Római Birodalomba.

## Argoszi-dinasztia (i. e. 808 – i. e. 309)
Az ősi makedón uralkodóház, az Argoszi-dinasztia a hellénektől származtatta magát. Mitikus családfájukat Prométheuszig vezették vissza, akitől Deukalión személyén keresztül Hellén származott. Hellénnek három fia volt, Dórosz, Aiolosz és Makedón, az utóbbi fia Argeasz.
Argeasz Tirünsz királyának, Amphitrüónnak apja – legalábbis ebben a változatban, máskor Amphitrüónt Alkaiosz fiának tartották –, akinek leánya, Alkméné és Zeusz nászából származott Héraklész. Héraklésztől Hüllosz, Kleodaiosz, Arisztomakhosz, Témenosz, Kissziosz, Thésztiosz, Meropsz, Arisztomidasz, és Pheidón származott, akinek fia Karanosz. A makedón államot végül három fivér, Pheidón dédunokái, Perdikkasz, Guanész és Aeroposz alapította.
| Uralkodó                                      | Uralkodott          | Görög név          | Megjegyzés                                                                      |
| --------------------------------------------- | ------------------- | ------------------ | ------------------------------------------------------------------------------- |
| Karanosz                                      | i. e. 808–i. e. 778 | Κάρανος            | bizonytalan dátum                                                               |
| Koinosz                                       | i. e. 778–i. e. 750 | Κοινός             | bizonytalan dátum                                                               |
| Türimmasz                                     | i. e. 750–i. e. 700 | Τυρίμμας           | bizonytalan dátum                                                               |
| I. Perdikkasz                                 | i. e. 700–i. e. 678 | Περδίκκας Αʹ       | bizonytalan dátum, 650 körüli is feltehető                                      |
| I. Argaiosz                                   | i. e. 678–i. e. 640 | Ἀργαῖος Αʹ         | bizonytalan dátum                                                               |
| I. Philipposz                                 | i. e. 640–i. e. 602 | Φίλιππος Αʹ        | bizonytalan dátum, halálának ideje 588 körülre is tehető                        |
| I. Aeroposz                                   | i. e. 602–i. e. 576 | Ἀέροπος Αʹ         | 588?-568?                                                                       |
| I. Alketasz                                   | i. e. 576–i. e. 547 | Ἀλκέτας Αʹ         | 568?-540?                                                                       |
| I. Amüntasz                                   | i. e. 547–i. e. 498 | Ἀμύντας Αʹ         | 540?-495?                                                                       |
| I. Alexandrosz                                | i. e. 498–i. e. 454 | Ἀλέξανδρος Αʹ      | 495?-454?                                                                       |
| II. Alketasz                                  | i. e. 454–i. e. 448 | Ἀλκέτας Βʹ         | Egyes szerzők nem számítják az uralkodók közé                                   |
| II. Perdikkasz                                | i. e. 448–i. e. 413 | Περδίκκας Βʹ       | 454?-413; a makedón uralkodóház első biztos dátuma II. Perdikkasz halálának éve |
| I. Arkhelaosz                                 | i. e. 413–i. e. 399 | Ἀρχέλαος Αʹ        |                                                                                 |
| Kraterosz                                     | i. e. 399           | Ὀρέστης            |                                                                                 |
| Oresztész                                     | i. e. 399–i. e. 396 | Ὀρέστης            |                                                                                 |
| II. Aeroposz                                  | i. e. 399–i. e. 396 | Ἀέροπος Βʹ         |                                                                                 |
| II. Arkhelaosz                                | i. e. 396–i. e. 393 | Ἀρχέλαος Βʹ        |                                                                                 |
| II. Amüntasz                                  | i. e. 393           | Ἀμύντας Βʹ         |                                                                                 |
| Pauszaniasz                                   | i. e. 393           | Παυσανίας          |                                                                                 |
| III. Amüntasz                                 | i. e. 393           | Ἀμύντας Γʹ         |                                                                                 |
| II. Argaiosz                                  | i. e. 393–i. e. 392 | Ἀργαῖος Βʹ         |                                                                                 |
| III. Amüntasz (2x)                            | i. e. 392–i. e. 370 | Ἀμύντας Γʹ         |                                                                                 |
| II. Alexandrosz                               | i. e. 370–i. e. 368 | Ἀλέξανδρος Βʹ      |                                                                                 |
| Ptolemaiosz (Alorosz)                         | i. e. 368–i. e. 365 | Πτολεμαῖος         | Kormányzó                                                                       |
| III. Perdikkasz                               | i. e. 368–i. e. 359 | Περδίκκας Γʹ       |                                                                                 |
| IV. Amüntasz                                  | i. e. 359–i. e. 356 | Ἀμύντας Δʹ         | mh. i. e. 336                                                                   |
| II. Philipposz (szül. i. e. 382)              | i. e. 356–i. e. 336 | Φίλιππος Βʹ        | Kormányzó: i. e. 359-től                                                        |
| III. Alexandrosz (szül. i. e. 356)            | i. e. 336–i. e. 323 | Ἀλέξανδρος ὁ Μέγας | általában „Nagy Sándor” néven említik                                           |
| III. Philipposz Arrhidaiosz (szül. i. e. 359) | i. e. 323–i. e. 317 | Φίλιππος Γʹ        |                                                                                 |
| IV. Alexandrosz (szül. i. e. 323)             | i. e. 323–i. e. 309 | Ἀλέξανδρος Δʹ      |                                                                                 |
| Interregnum i. e. 309 – i. e. 306             |                     |                    |                                                                                 |

## Különféle uralkodóházak (i. e. 306 – i. e. 272)
| Uralkodó                                       | Uralkodott          | Görög név               | Megjegyzés | Dinasztia    |
| ---------------------------------------------- | ------------------- | ----------------------- | --- | ------------ |
| I. Antigonosz Monophthalmosz (szül. i. e. 382) | i. e. 306–i. e. 301 | Ἀντίγονος ὁ Μονόφθαλμος | Diadokhosz, i. e. 306-tól király.                                                                                  | Antigonida   |
| I. Démétriosz Poliorkétész (szül. i. e. 337)   | i. e. 306–i. e. 301 | Δημήτριος ο Πολιορκητής | I. Antigonosz fia és társkirálya.                                                                                  | Antigonida   |
| Kasszandrosz (szül. i. e. 354)                 | i. e. 305–i. e. 297 | Κάσανδρος               | Diadokhosz. Már i. e. 309-ben meggyilkoltatta IV. Alexandroszt, de a királyi címet csak i. e. 306 körül vette fel. | Antipatrida  |
| IV. Philipposz                                 | i. e. 297           | Φίλιππος Δʹ             | Kasszandrosz fia.                                                                                                  | Antipatrida  |
| I. Antipatrosz                                 | i. e. 297–i. e. 294 | Αντίπατρος Β'           | Kasszandrosz fia, V. Alexandrosz társkirálya.                                                                      | Antipatrida  |
| V. Alexandrosz (szül. i. e. 332)               | i. e. 297–i. e. 294 | Αλέξανδρος Ε'           | Kasszandrosz fia, Antipatrosz társkirálya.                                                                         | Antipatrida  |
| I. Démétriosz Poliorkétész (2x)                | i. e. 294–i. e. 286 | Δημήτριος ο Πολιορκητής | Második uralkodása. V. Alexandrosz meggyilkolása után ismerték el Makedónia királyának.                            | Antigonida   |
| Lüszimakhosz (szül. i. e. 361)                 | i. e. 286–i. e. 281 | Λυσίμαχος               | Diadokhosz. | Lüszimakhida |
| Épeiroszi Pürrhosz (szül. i. e. 319)           | i. e. 286           | Πύρρος της Ηπείρου      | | Aeacus       |
| Szeleukosz (szül. i. e. 358)                   | i. e. 281           | Σέλευκος Νικάτωρ        | Diadokhosz. | Szeleukida   |
| Ptolemaiosz Keraunosz (szül. i. e. 320 k.)     | i. e. 281–i. e. 279 | Πτολεμαίος Κεραυνός     | Lüszimakhosz és fia sógora, II. Ptolemaiosz fáraó fivére.                                                          | Ptolemaida   |
| Meleagrosz                                     | i. e. 279           | Μελέαγρος               | Ptolemaiosz Keraunosz fivére.                                                                                      | Ptolemaida   |
| Antipatrosz Etésziasz                          | i. e. 279           | Ἀντίπατρος Ετησίας      | | Antipatrida  |
| Szószthenész                                   | i. e. 279–i. e. 276 | Σωσθένης                | |              |
| II. Antigonosz Gonatasz (szül. i. e. 319)      | i. e. 276–i. e. 274 | Αντίγονος Β' Γονατάς    | | Antigonida   |
| Épeiroszi Pürrhosz (2x)                        | i. e. 274–i. e. 272 | Πύρρος της Ηπείρου      | Második uralkodása.                                                                                                | Aeacus       |

## Antigonidák (i. e. 272 – i. e. 168)
I. e. 272-től a királyság megszűnésig valamennyi uralkodó az Antigonida-dinasztiából származott.
| Uralkodó                          | Uralkodott          | Görög név              | Megjegyzés                                                         |
| --------------------------------- | ------------------- | ---------------------- | ------------------------------------------------------------------ |
| II. Antigonosz Gonatasz (2x)      | i. e. 272–i. e. 239 | Αντίγονος Β' Γονατάς   | I. Démétriosz fia.                                                 |
| II. Démétriosz (szül. i. e. 274)  | i. e. 239–i. e. 229 | Δημήτριος Β' Αιτωλικός | II. Antigonosz fia.                                                |
| V. Philipposz (szül. i. e. 238)   | i. e. 229–i. e. 227 | Φίλιππος Ε'            | II. Démétriosz fia. A kormányzó a későbbi király, III. Antigonosz. |
| III. Antigonosz (szül. i. e. 263) | i. e. 227–i. e. 221 | Αντίγονος Γ'           | I. Démétriosz unokája.                                             |
| V. Philipposz (2x)                | i. e. 221–i. e. 179 | Φίλιππος Ε'            | Második uralkodása.                                                |
| Perszeusz (szül. i. e. 212)       | i. e. 179–i. e. 168 | Περσέας                | V. Philipposz fia. mh. i. e. 162                                   |